# Ě
Ě، ě نویسه‌واره‌ای لاتین است، برساخته از یک E با هفتکی برفراز آن. از این نویسه در الفباهای چکی و سوربی استفاده می‌شود. این نویسه هیچگاه در آغاز واژه نمی‌آید.
حرف Ě یکی از سی حرف در دبیره پارسی لاتین است و برای نمایش (حرف عین ساکن) به کار می‌رود. برای مثال واژه‌ی معلوم، به شکل Maělum نوشته می‌شود.

## منبع
Wikipedia contributors, "Ě," Wikipedia, The Free Encyclopedia, http://en.wikipedia.org/w/index.php?title=%C4%9A&oldid=607668727 (accessed July 16, 2014). 